# 两广锡兰莲
两广锡兰莲（学名：Naravelia pilulifera）为毛茛科锡兰莲属下的一个种。